# 尊室紗
尊室紗（越南语：／，1882年1月15日—1980年2月22日），越南畫家。尊室紗是一位多才多藝的藝術家，在教學、設計、插畫、裝飾等領域都有所成就。他爲都城好古雜誌提供的插畫，爲保存順化的古代藝術形象做出了巨大的貢獻。

## 生平
尊室紗出生於順化金龍，是廣南國阮主阮福淍的後代。
1894年尊室紗的父親去世後，他被託付給金龍教區神父當熱爾澤接受教育。神父發現尊室紗聰明能幹，有繪畫天賦，就把他介紹給了順化富春神學院院長雷諾神父，讓他學習繪畫與雕塑。在雷諾神父的指導下，尊室紗的才華得到了發展。
1980年2月22日，尊室紗在金龍去世。

## 作品
尊室紗爲都城好古雜誌（Bulletin des amis du Vieux Hué）的研究文章繪製了大量實物、遺蹟的插圖，爲保存順化的古代藝術形象作出了巨大的貢獻。這些插畫後來成爲了研究者們的珍貴資料。